# National Security and Defense Fund
Der National Security and Defense Fund (Nationaler Sicherheits- und Verteidigungsfonds) des Präsidenten der Vereinigten Staaten war  eine Bewilligung von 50 Millionen Dollar, die der Kongress während des Ersten Weltkriegs ihm für gelegentlich auftretende Notfälle zur Verfügung stellte, in denen es nicht wünschenswert gewesen wäre, die Verzögerung durch eine besondere Bewilligung in Kauf zu nehmen.

## Referenz
- Frank M. Surface / Raymond L. Bland: American Food in the World War and Reconstruction Period. Operations of the Organizations Under the Direction of Herbert Hoover 1914 to 1924, Stanford University Press, Stanford 1931, S. 88